# Hofmann
Hofman je priimek več znanih oseb:
- August Wilhelm von Hofmann (1818—1892), nemški kemik
- Albert Hofmann (1906—2008), švicarski kemik, izumitelj droge LSD
- Gert Hofmann (1931—1993), nemški pisatelj
- Hans Hofman (admiral) (*1933), viceadmiral vzhodnonemške vojne mornarice
- Hans Hofmann (arhitekt) (1897—1957), švicarski arhitekt
- Hans Hofmann (slikar) (1880—1966), nemško-ameriški slikar
- Hermann Hofmann (general) (1887—1953), nemški general in vojaški zdravnik
- Hermann Hofmann (politik) (1880—1941), nemški politik
- Ludwig Hofmann (1861—1945), nemški slikar
- Manfred Hofmann (*1948), nemški rokometaš
- Melchior Hofmann (~1500—1543), vodja prekrščevalcev v dobi reformacije
- Otto Hofmann (1907—1996), nemški slikar
- Pavel Hofmann (*1938), češki veslač
- Peter Hofman (*1944), nemški tenorist
- Rudolf Hofmann (1895—1970), nemški general
- Wilhelm Hofmann (1921—1945), nemški častnik, vojaški pilot